# Compromiso con la marca
El compromiso con la marca es el proceso de formar un vínculo emocional o racional entre una persona y una marca. Se compone de un aspecto de la administración de marca. Lo que hace complejo el tema es que el enganchamiento con la marca es en parte creado por instituciones y organizaciones, pero es igualmente creado por las percepciones, actitudes, creencias, y comportamientos de aquellos con quien estas instituciones y organizaciones están comunicadas o comprometidas.

## Externo
El compromiso de la marca entre esta y sus consumidores/los consumidores potenciales son un objetivo clave en el esfuerzo del marketing de la marca.
En general, las formas en que una marca conecta a su consumidor es a través de una gama de "puntos clave"—es decir, una secuencia o lista de maneras potenciales con las que la marca se contacta con el individuo. Los ejemplos incluyen los entornos minoristas, la publicidad, el boca en boca , en línea , y el producto/servicio en sí.

## Interno ("stakeholders cercanos")
Hay dos áreas amplias donde el compromiso de la marca es relevante dentro de una organización (empleados y stakeholders cercanos, como personal de la franquicia, call centers, proveedores o intermediarios).
La primera área consta en asegurar lo que fue prometido a los empleados se cumpla una vez que se unan a la firma. Si la experiencia de los empleados no es lo que se promete, esto podría verse reflejado en una mayor rotación de personal y/o disminución del rendimiento.
La segunda área asegura que los empleados y stakeholder cercanos de una organización entiendan completamente la marca de la organización, la razón por la que esta existe y para asegurar que sus actividades del día a día contribuyan a expresar esa marca a través de la experiencia de consumidor.
En general, esto requiere un esfuerzo constante en la parte de la organización para asegurar que sus empleados y stakeholders entiendan a lo que la marca se está comprometiendo con sus clientes, y para ayudar a todos los empleados a entender claramente cómo sus acciones y comportamientos del día a día, apoyan o quebrantan ese esfuerzo.
A menudo, esto plantea la cuestión del valor que tiene de la inversión en el "enganchamiento con la marca" Es un gasto voluntario por parte de la organización. Los defensores del enganchamiento de la marca podrían argumentar que se trata de una inversión , es decir, que los beneficios para la organización superan el costo del programa .
Dentro de cualquier organización hay competencia por los recursos,así que hay una necesidad significativa por demostrar el retorno de la inversión en el enganchamiento del empleado/comunicaciones internas. Aunque en general se acepta que es importante para los profesionales de la comunicación interna demostrar el valor que esta función proporciona a la organización, es difícil colocar una figura discreta en esta contribución.
La mejor práctica en las comunicaciones internas generalmente se adhiere a ciertos principios:
- Entendiendo el stakeholder (audiencias)
- Sabiendo que los mensajes e información son apropiados para cada audiencia
- Asegurando la existencia de un mecanismo de retroalimentación en su lugar para que la comunicación sea un diálogo
- Midiendo la efectividad
- Realzando la participación y colaboración.

Un aspecto del compromiso con la marca, interno es la orientación de la marca que se refiere a "el grado en que los valores de la organización, sus marcas y sus prácticas están orientadas a construir capacidades de marca."
Líderes de opinión están poniendo cada vez más a la vanguardia el compromiso del empleado en su lucha por una mayor autenticidad en el lugar de trabajo, el aumento de la satisfacción del empleado y, en definitiva una mayor retención y un mejor servicio al cliente. Son apasionados acerca de la relación con los beneficios línea de fondo y fuertemente abogan por trabajar en las marcas de adentro hacia afuera. Hay una serie de expertos y proveedores de servicios que han creado ofertas para llevar la marca a la vida, todos están de acuerdo en que la parte de los empleados de la ecuación es mucho más importante que históricamente ha sido reconocido.
El compromiso con la marca con los empleados es, según expertos, se está volviendo cada vez más importante así como la velocidad y volumen de palabra de cliente de boca es más grande que nunca. Muchas marcas importantes - incluyendo United Airlines, Comcast, y FedEx - han visto que tras experiencias negativas, clientes publican vídeos que son vistos por millones de personas. Construyendo un entendiendo de la marca entre empleadas está vista como manera de evitar estos incidentes y, dentro de este entorno, como manera de conducir palabra y revisiones positivas de boca.

## El ángulo de medida
Practicar mayor comunicación interna y el compromiso del empleado se basa en la medición de la efectividad o contribución al negocio. Los elementos clave en la creación de un modelo de participación de los empleados es la medición de los "drivers de compromiso", es decir, cuáles son los factores o combinaciones de factores que tienen un impacto en la productividad y el enganchamiento y pueden ser monitoreados y dirigidos a través de personas, procesos o cambios en la tecnología.
Actualmente muchos de los "drivers" de compromiso en uso interno se centran en HR, y en muchos casos no profundizar en el papel del empleado en la entrega de la experiencia al consumidor como un elemento distintivo.. 

## Ejemplo
Probablemente el ejemplo más convincente de ello es la cadena de servicios con fines de lucro. El primer estudio de caso real de esta apareció en "La cadena de servicio Profit" (el llamado Modelo de Sears, Harvard Business Review, 1997). Este modelo estadístico da seguimiento a los aumentos de "drivers de compromiso" de los empleados, a los aumentos correlacionados en la satisfacción del cliente y la lealtad, y luego se correlaciona esta al aumento de retorno total para el accionista (TSR), ingresos y otras medidas de rendimiento financiero.
Desde que la cadena de servicios de lucro surgió, se ha desarrollado, y criticado, pero el consenso general es que el compromiso de los empleados puede contribuir más o menos el 20% al TSR de una organización (varios estudios de Vivaldi, Watson Wyatt, Towers Perrin 2004, 2005, 2006).

## Colaboración y conectividad vs. administración de contenido
Mientras algunas organizaciones están dándose cuenta de los beneficios de colaboración y flujo de trabajo en línea, no parece haber enfoque significativo en la publicación y gestión de contenidos , en general, a través de sistemas de administración del contenido.
Hay una idea de que las perspectivas de organización de la tecnología están desalineadas con frecuencia de las necesidades reales y los deseos de los usuarios de la tecnología . Es decir, la naturaleza (o intención) de una tecnología no siempre pueden determinar la naturaleza de su uso, el teléfono, por ejemplo, fue pensado originalmente como un medio [cita requerida] de difusión. Sus diseñadores se han centrado en la entrega de contenido , mientras que sus usuarios buscan conectividad de valor (1).
El fenómeno de medios de comunicación social presenta nuevas pruebas de que esta búsqueda de la conectividad se está convirtiendo rápidamente en un foco de la base de la tecnología de comunicación dentro de las organizaciones. Potencialmente, esto crea una desconexión con los modelos más tradicionales basados en el contenido de la comunicación interna, entregando (o haciendo más accesible) el contenido correcto en el momento adecuado a las personas adecuadas utilizando los medios adecuados.
Por lo tanto, podría haber un gran potencial dentro de las organizaciones que usen sus tecnologías existentes para obtener beneficios culturales y de rendimiento al re-pensar cómo se comunican, tomar decisiones y trabajar de forma virtual.